# 関西大学文学部
関西大学文学部（かんさいだいがく ぶんがくぶ ）は、関西大学に設置されている学部の一つ。

## 概要
関西大学文学部は、1924年（大正13年）に 専門部に設置された「文学科」を起源とする。関西大学文学部には、文学・哲学・歴史・地理などの伝統的な学問分野から、教育・心理・情報・文化などの現代的な専門領域まで、16の「専修」が用意されている。文学部の新入生は、まず「総合人文学科」という「学科」に一括入学し、そこで、自分の興味ある分野を見つけてから自分の希望する「専修」に進むことになる。大学2年からは、所属する専修の中心的な科目である「専修研究」・「専修ゼミ」を受講し、専門性に磨きをかけていき、大学4年間の学習の集大成として約20,000字の卒業論文を執筆していく。
また、関西大学文学部は外国語教育が充実しており、必修の第2外国語科目である、ドイツ語、フランス語、ロシア語、スペイン語、中国語、朝鮮語、に加えて、ギリシャ語、ラテン語、西アジアの言語（アラビア語、ペルシア語、トルコ語）、サンスクリット語、古代エジプト語の授業も受講することができる。
また学べる地域に関しても、英米、フランス、ドイツ、中国、アジア、EUに関する専修があり、世界の宗教や芸術についても学ぶことができる。
関西大学文学部には独自の英語教育「Intensive English Program」がある。これは、学生たちを「上級・準上級・中級」という習熟度別クラスに分けて、従来の必修英語科目では十分カバーしきれない部分を補いながら、学生たちの英語力のスキルをさらに伸ばせるよう図られている。

## 沿革
1924年（大正13年）4月 
- 専門部に文学科を設置。

1928年（昭和3年）
- 4月 - 法学部に文学科（哲学と英文学の2専攻科）を増設し、法文学部となる。

- 6月 - 専門部文学科が国漢文専攻科と英文専攻科に分離。

1948年（昭和23年）4月 - 新制「関西大学」に移行。
- 法学部・文学部・商学部・経済学部の4学部（一部・二部）を設置。

1949年（昭和24年）
- 4月 - 文学部に新聞・史学・独文・仏文の4学科を設置。

1951年（昭和26年）
- 3月 - 学校法人関西大学に改組。旧制学部最後の卒業式を挙行。旧制専門部および工専廃止。

- 4月 - 文学部に東洋文学科を設置。東西学術研究所を開設。

- 9月 - 考古学研究室を開設。

1967年（昭和42年）4月 - 
- 文学部東洋文学科を中国文学科と改称、教育学科を設置。

1978年（昭和53年）
- 2月 - 文学部新聞学科を廃止。

- 4月 - 文学部史学科を史学・地理学科に改組。

2004年（平成16年）
- 4月 - 文学部8学科を廃止し、総合人文学科1学科10専修の組織へ移行。

2009年（平成21年）
- 4月 - 大学院心理学研究科に心理臨床学専攻 (専門職大学院)を設置。

## 学部組織
文学部
- 総合人文学科
  - 英米文学英語学専修
  - 英米文化専修
  - 国語国文学専修
  - 哲学倫理学専修
  - 比較宗教学専修
  - 芸術学美術史専修
  - ヨーロッパ文化専修
  - 日本史・文化遺産学専修
  - 世界史専修
  - 地理学・地域環境学専修
  - 教育文化専修
  - 初等教育学専修
  - 心理学専修
  - 映像文化専修
  - 文化共生学専修
  - アジア文化専修

2年次に専修に分属

## 交通アクセス
千里山キャンパス
- 所在地：大阪府吹田市山手町3-3-35
- 阪急電鉄千里線「関大前駅」で下車、大学正門までは徒歩約5分。

## 著名な卒業生
- 矢井田瞳   - シンガーソングライター

- 福徳秀介   - お笑いタレント、（ジャルジャル）
- 山里亮太   - お笑い芸人、（南海キャンディーズ）
- ゆりやんレトリィバァ   - 女性お笑い芸人
- 織田信成   - フィギュアスケート選手
- 馬場菜緒   - 声優
- 高橋渉  - オリエンタルランド社長
- 神谷宗幣-政治家-参政党創設者